# Ersin Tatar

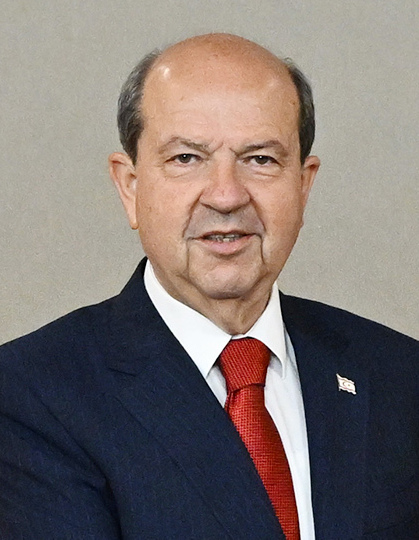
Ersin Tatar (2025)

Ersin Tatar (* 1960 in Nikosia, Zypern) ist ein türkisch-zyprischer Politiker, Vorsitzender der Nationalen Einheitspartei und seit dem 23. Oktober 2020 Präsident der Türkischen Republik Nordzypern. Er fungierte zudem von 2019 bis 2020 als Premierminister der Türkischen Republik Nordzypern. Er trat das Amt nach dem Zusammenbruch der Koalitionsregierung von Tufan Erhürman im Mai 2019 an. Zeitweise war er Oppositionsführer.

## Früheres Leben
Ersin Tatar wurde 1960 in Nikosia auf der damals noch vereinten Insel Zypern geboren. Er schloss seine High-School-Ausbildung in England ab und besuchte die Universität von Cambridge, wo er 1982 seinen Abschluss machte.

## Laufbahn
Von 1982 bis 1986 arbeitete Tatar als Wirtschaftsprüfer bei PriceWaterhouse in England. Zwischen 1986 und 1991 arbeitete er bei der Firma PollyPeck als Leiter Finanzen. 1991 zog er nach Ankara, wo er bis 1992 bei FMC Nurol Defense Industry Co. arbeitete. Von 1992 bis 2001 war er als Finanzdirektor von Show TV tätig. Er war auch aktives Mitglied der zypriotischen Diasporagemeinschaft in der Türkei und war von 1997 bis 2001 Vorsitzender der türkisch-zyprischen Kulturvereinigung von Istanbul.

## Politik
Tatar trat 2003 in die Politik ein und schloss sich der UBP an. Er wurde 2009 erstmals ins Parlament gewählt und diente unter Derviş Eroğlu bis zur Niederlage seiner Partei im Jahr 2013 als Finanzminister. Im Jahr 2015 kandidierte er für die UBP-Führung und verlor. Im Jahr 2018 kandidierte er erneut und gewann. Tatar unterstützte die türkische Offensive 2019 in Nordost-Syrien und sagte, dass die zypriotischen Türken immer auf der Seite der Türkei stünden. Tatar selbst unterstützt im Zypernkonflikt die Zweistaatenlösung.